# Ilha Fishers

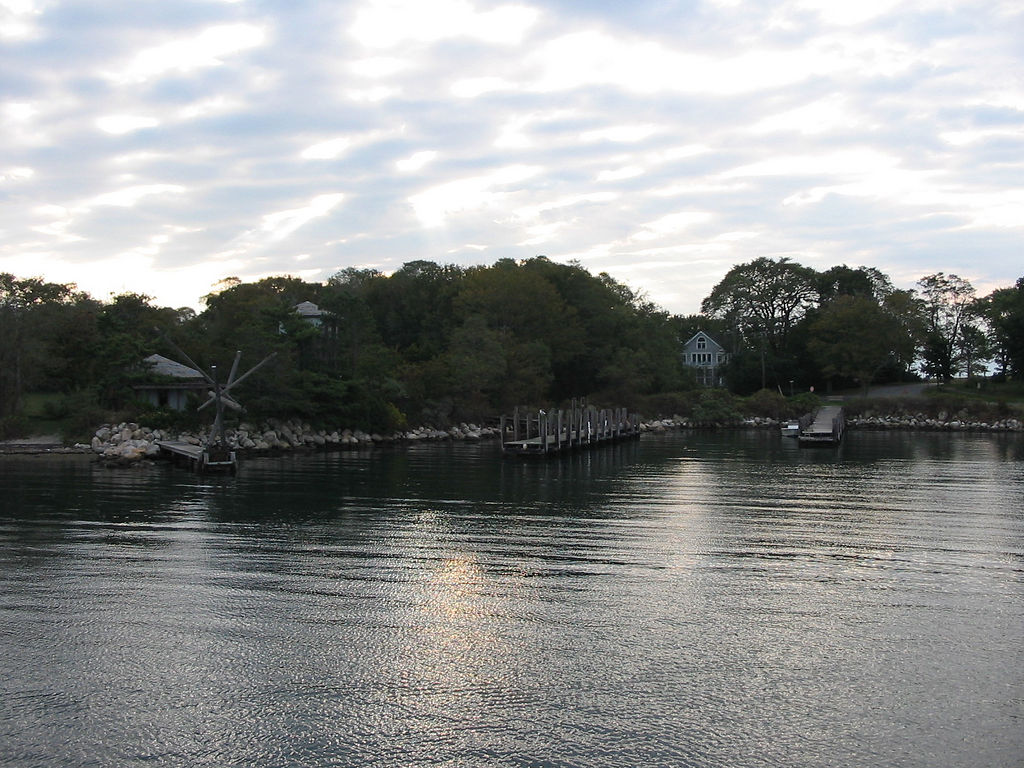
Docas na ilha Fishers

A Ilha Fishers é uma pequena ilha no estado de Nova Iorque, Estados Unidos. Tem cerca de 14 km de comprimento por 1 km de largura. Administrativamente pertence ao Condado de Suffolk.
Tem cerca de 300 habitantes e é um centro de lazer para pessoas abastadas. Tem dois country clubs e um clube náutico, várias praias e um porto.